# مقبرة نور جهان
مقبرة نور جهان (بالأردية: مقبرۂ نورجہاں)، هي مقبرة من القرن السابع عشر في لاهور، باكستان بنيت للإمبراطورة المغولية نور جهان. سُرقة الرخامة من القبر خلال عهد الإمبراطورية السيخية في القرن الثامن عشر لاستخدامها في المعبد الذهبي في أمرتسر. الضريح المصنوع من الحجر الرملي الأحمر، جنبًا إلى جنب مع مقبرة جهانكير القريبة، ومقبرة آصف خان، وأكبري سراي، تشكل جزءًا من مجموعة من النصب المغولية في شاهدارا باغ في لاهور.